# Katherine Jane Ellice
 (mars 2017).
Katherine Jane Ellice, née Balfour en 1813 et morte le 13 avril 1864, est une artiste et écrivaine britannique écossaise. 
Elle est principalement connue pour ses aquarelles, ainsi que pour son journal, réalisés lors d'un voyage au Canada en 1837, où, pendant la bataille de Beauharnois, elle fut faite prisonnière avec son mari et sa sœur par les Patriotes canadiens.

## Lien avec les événements Patriotes

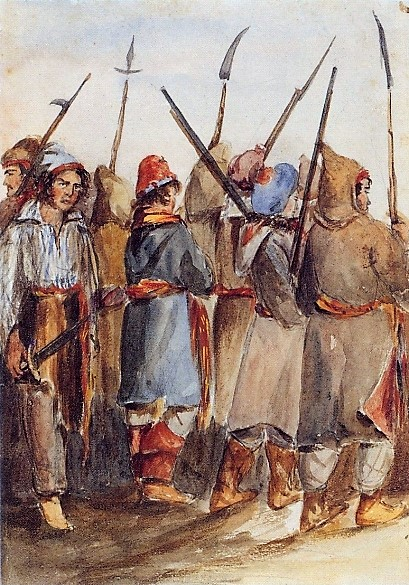
Patriotes à Beauharnois en novembre 1838, aquarelle de Katherine Jane Ellice, 1838.

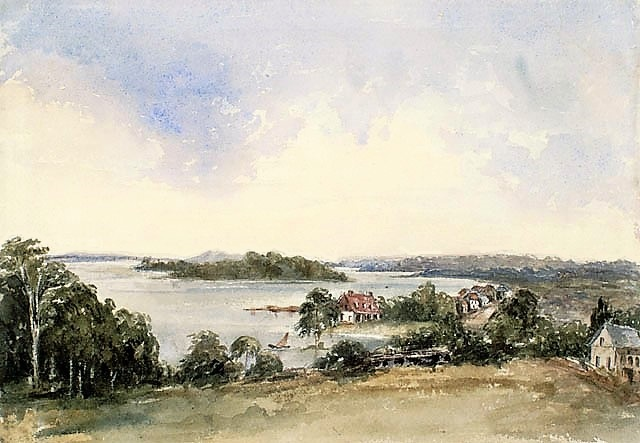
La seigneurie à Beauharnois, aquarelle de Katherine Jane Ellice, 1838.

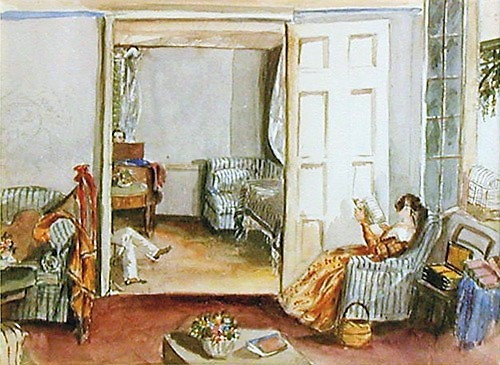
Intérieur du manoir de Beauharnois, aquarelle de Katherine Jane Ellice, aquarelle de Katherine Jane Ellice, 1838.

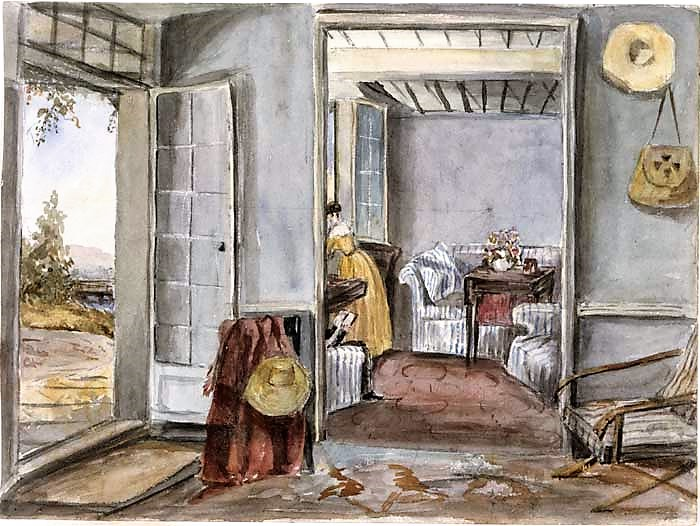
Intérieur du salon, entrée et porte avant du manoir de Beauharnois, 1838.

Jane Ellice, née Jane Balfour, est l’une des individus ayant accompagné, au printemps 1838, à l’âge de 24 ans, John George Lambton, alias Lord Durham lors de son voyage au Bas-Canada dans l’optique de pouvoir trouver un remède long et durable aux maux qui affligeaient le Bas-Canada au moment des rébellions Patriotes, entre autres, durant la rédaction du célèbre rapport Durham. Ce droit lui fut majoritairement accordé de par la position qu’occupait son mari, Edward Ellice en tant que secrétaire privé de John George Lambton ainsi que son poste en tant que seigneur de Beauharnois. Une autre raison, à ce moment, pour l’enrôlement de son mari dans ce voyage qui l’a invariablement aussi amené à le suivre était le fait que son beau-père, le respectable, riche et influent seigneur de Beauharnois, nommé aussi Edward, a joué de son influence afin de permettre à son fils d’accompagner Lord Durham et il fut par contre du devoir de Mr.[Qui ?] Ellice (en) (Junior) de convaincre Lady Durham, accompagnant son mari aussi durant son périple, que la présence de sa femme était en effet un point positif pour le voyage. L’intention d’Edward Ellice d’apporter sa femme pour le voyage au Bas-Canada était bien fondé par le désir du beau-père de Jane Ellice qu’elle tienne un journal quotidien des divers événements pouvant arriver lors du voyage. Chose qui lui fut utile durant les deuxièmes rébellions de 1838 où le manoir de Beauharnois fut pris d’assaut par de Patriotes ayant pris en otage Edward Ellice, et ce, pendant une semaine entière.

## Caractéristiques personnelles
Jane Ellice, de nationalité écossaise et aristocrate, était une jolie jeune femme amoureuse de son mari. Multilingue, elle parlait gaélique, anglais, italien et français, sans oublier son talent dans les arts musicaux avec sa maîtrise du violon et du piano accompagnés de son chant et de ses pas de dance (préférablement de danse écossaise). Aussi artiste, elle a peint diverses scènes à l’aquarelle auxquelles elle a assisté durant son voyage au Bas-Canada, dont, durant une traversée en bateau où elle a utilisé le miroir accroché au mur de sa cabine afin de dresser un portrait fidèle et intime d’elle-même, à bord du navire, grâce à sa réflexion. Sa culture populaire et son raffinement sont aussi très développés, elle va au théâtre, écrit des poèmes, a une passion pour la lecture et assiste souvent aux courses de chevaux et a beaucoup d’esprit, caractéristique qui se fait sentir à travers tout son journal.

### Une femme qui a beaucoup d’esprit
On peut en déduire, de par l’énumération de qualités citée précédemment[Interprétation personnelle ?] que Jane Ellice est une artiste dans l’âme, ses commentaires, dans son journal, son majoritairement ceux d’une peintre professionnelle, avec sa description précise des traits physiques et des traits de caractère des personnes qui croisent son chemin. Or, malgré son attention aux détails de la beauté, elle ne concède rien quant à la valeur humaine. Étant aristocrate, les gens de sa caste ont plus tendance à avoir leurs occupations qui sont dirigées vers la discussion[réf. nécessaire], le chant, la danse aussi, ils aiment aussi pêcher, surtout l’anguille et l’esturgeon, ils apprécient à juste titre la lecture et chassent. Ayant grandi dans cet environnement, Jane Ellice voit d’un œil différent ce qui l’entoure, à prendre pour exemple le fait qu’elle s’émerveillait devant le paysage de Québec sous une journée ensoleillé et là où les autres membres du convoi (Lord Durham, Lady Durham, etc.) n’y voyaient qu’une ville comme les autres, elle, elle y voyait une nouvelle culture à part entière. Durant tout le long de son journal, elle n’a qu’une vue simple, vraie et objective sur ce qui l’entoure que ça aille des habitants des grandes villes aux Indiens de Lorette ou de Saint-Régis.